# Marienbrücke (Wolfratshausen)

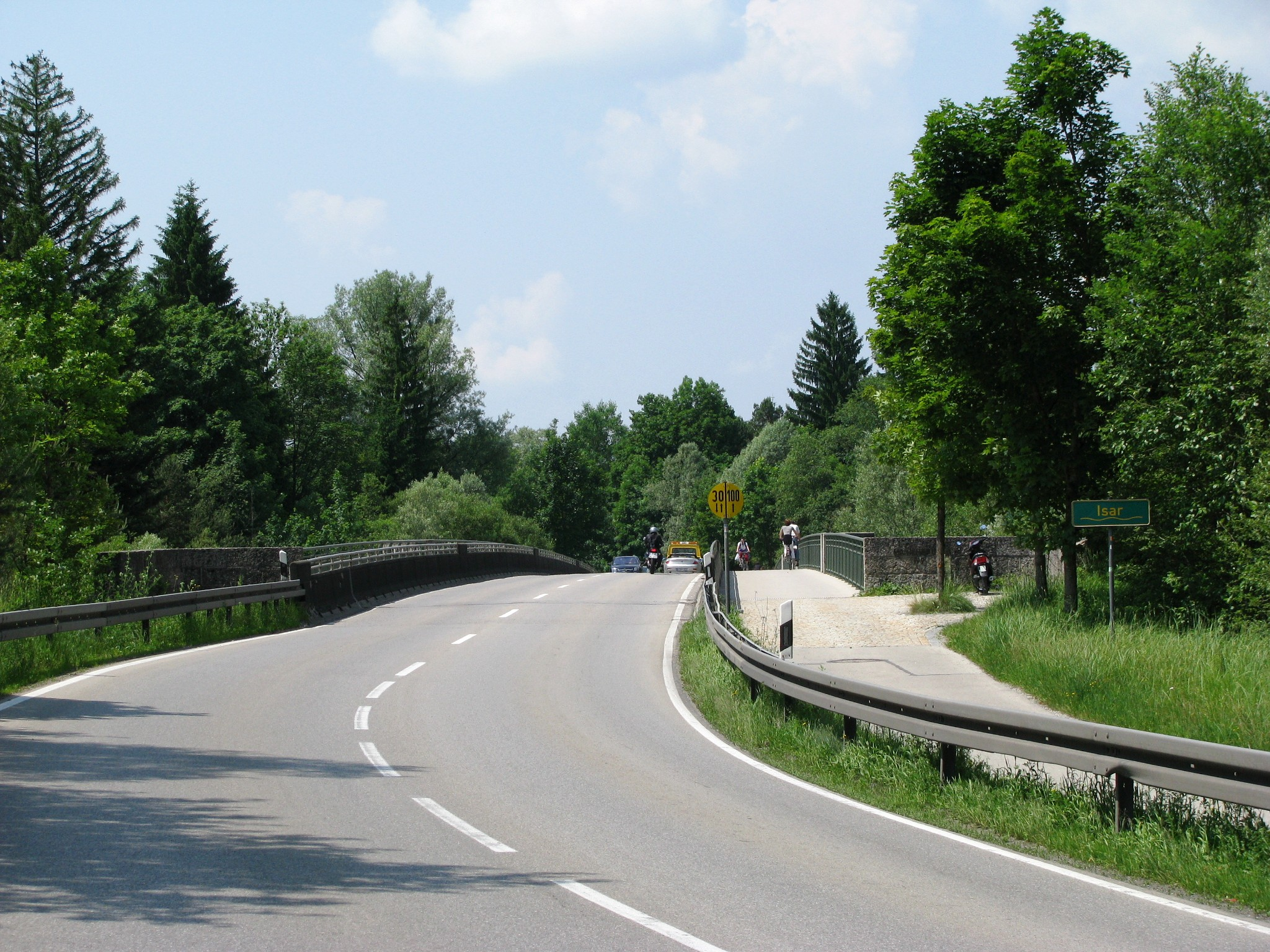
Straße über die Marienbrücke

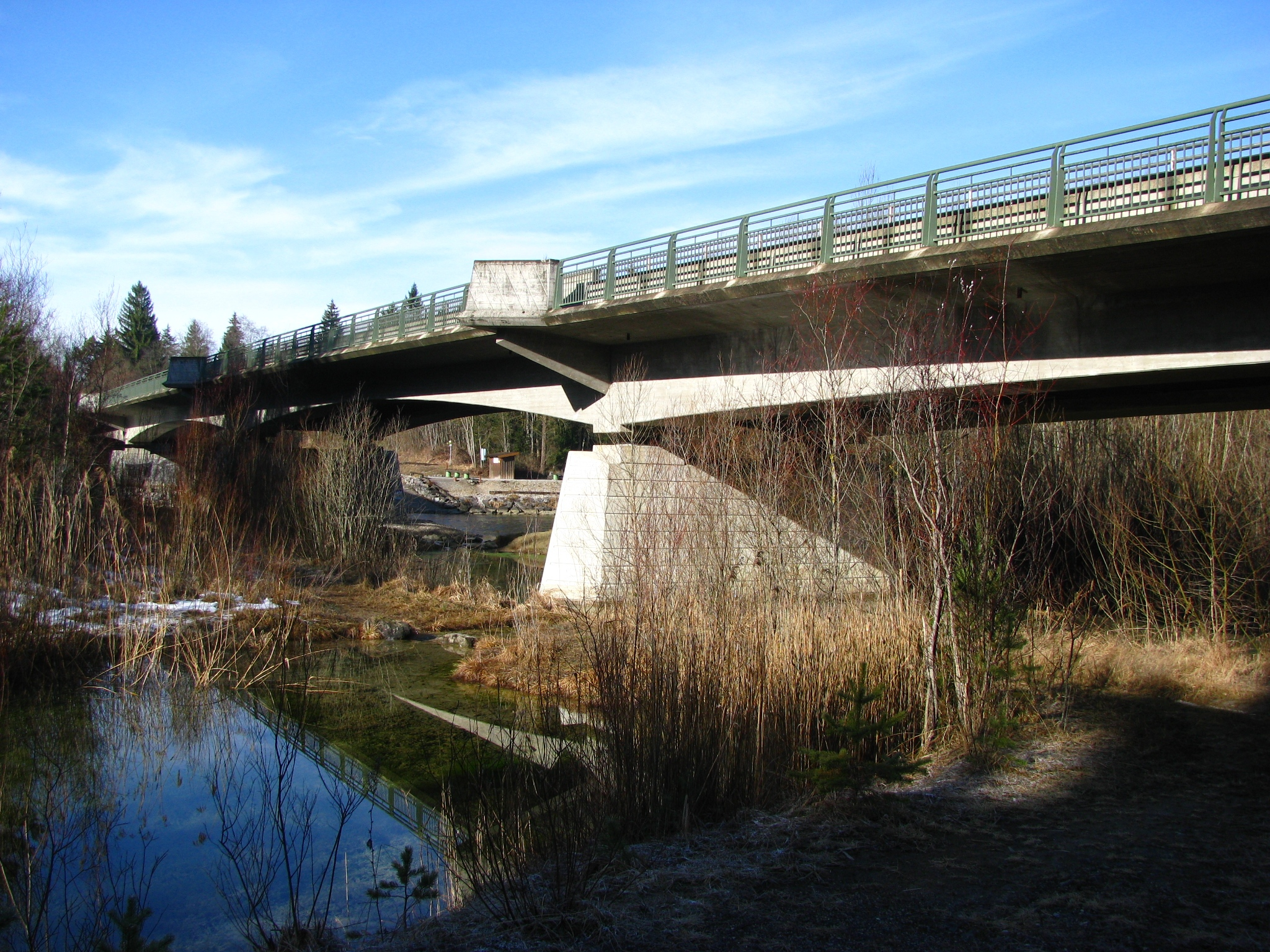
Marienbrücke bei Wolfratshausen

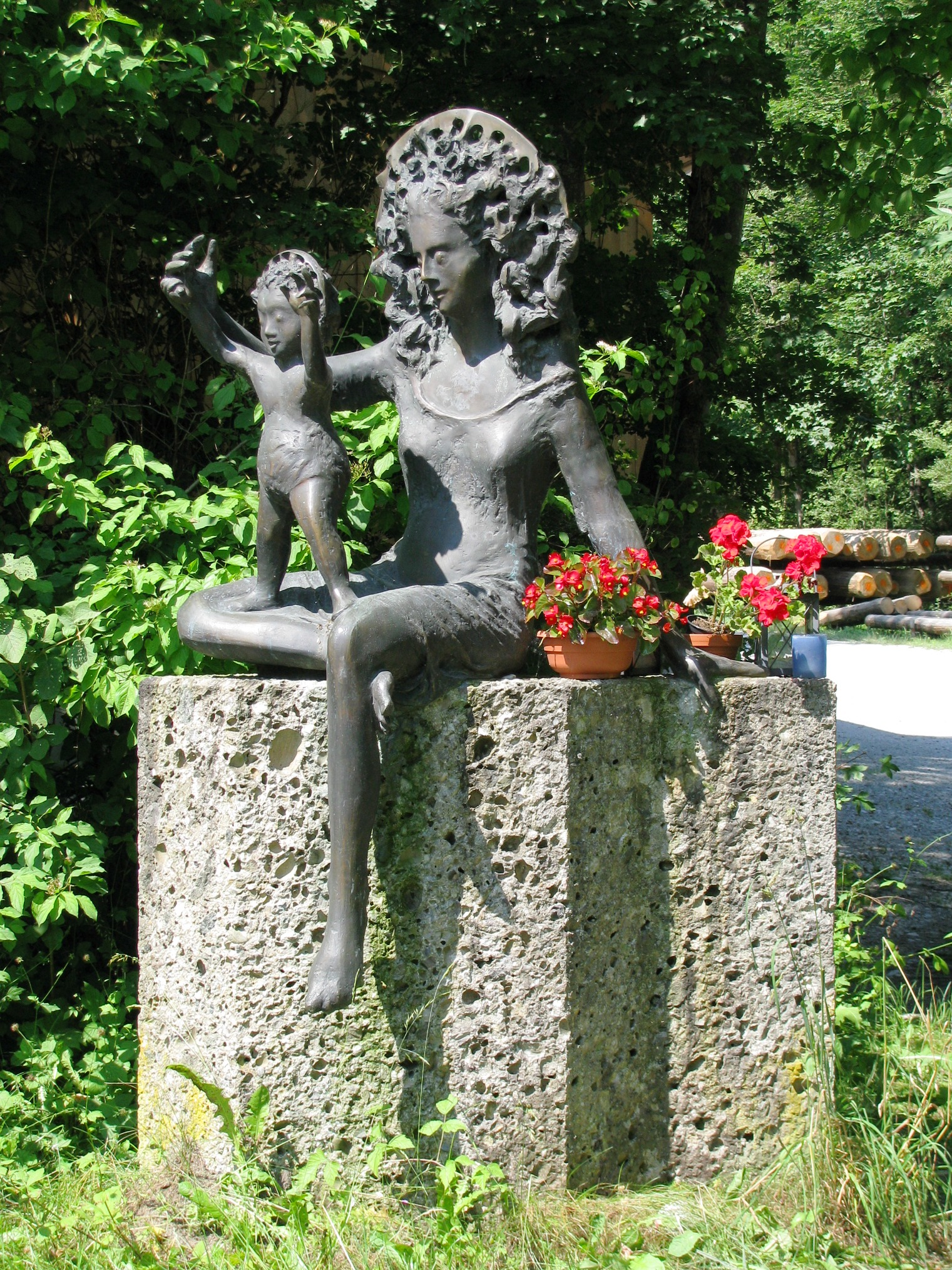
Marienskulptur an ihrem Standort über viele Jahre in Brückennähe

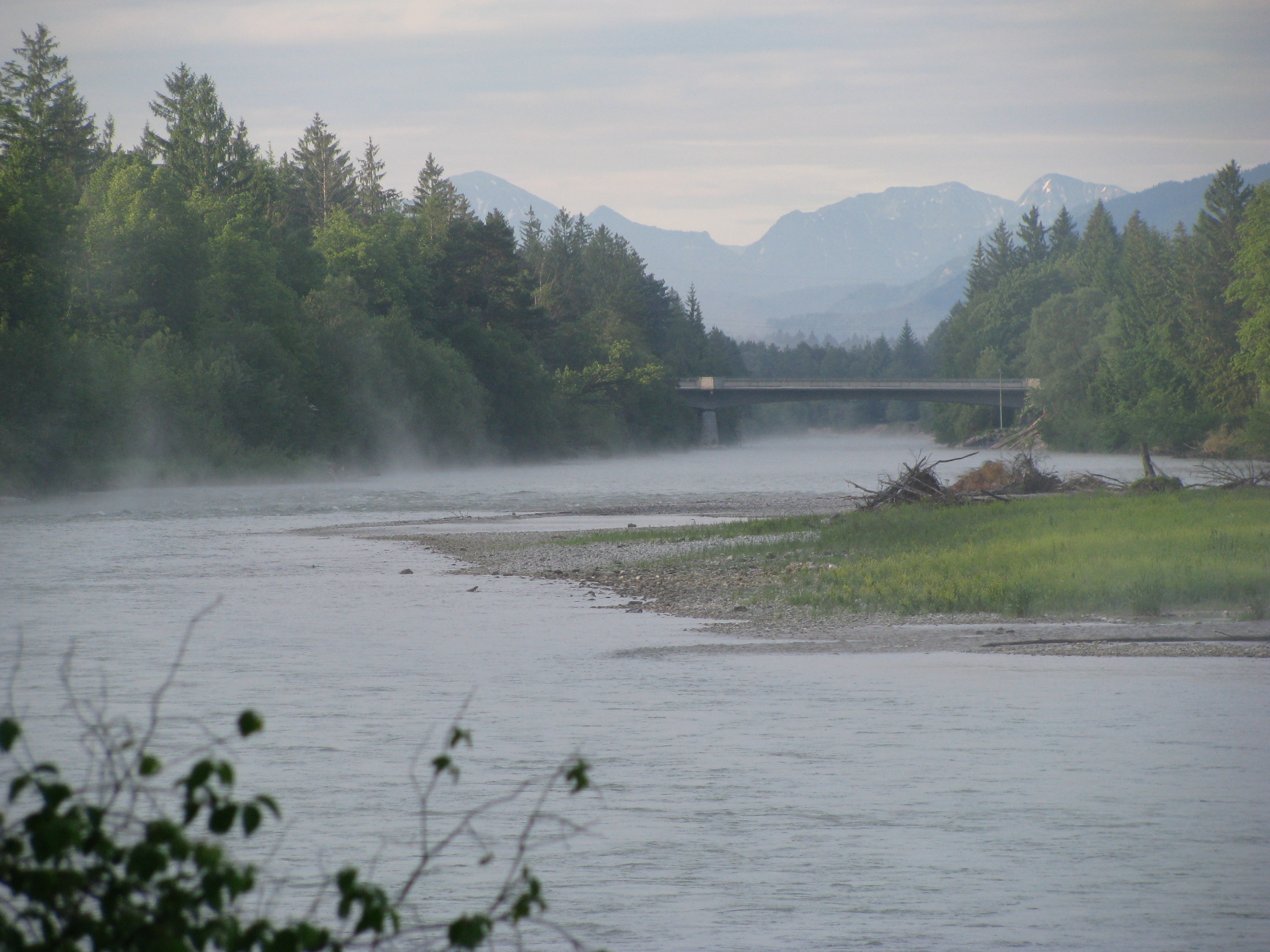
Marienbrücke von der Isar aus gesehen

Die Marienbrücke ist eine Straßenbrücke für Kraftfahrzeuge, Radfahrer und Fußgänger bei Wolfratshausen in Oberbayern. Das 142 Meter lange Bauwerk überspannt die Isar in Höhe der Pupplinger Au und verbindet die Stadt Wolfratshausen mit der Gemeinde Egling. Über die Brücke verläuft die Staatsstraße 2070, die von Starnberg kommend über Wolfratshausen nach Sauerlach führt und eine wichtige Verbindung zwischen den Bundesautobahnen München–Garmisch-Partenkirchen (A 95) und München–Salzburg (A 8) südlich der Landeshauptstadt darstellt.

## Brückenerneuerung von 1990
Im Jahr 1990 wurde die Marienbrücke komplett erneuert. Die Kosten beliefen sich auf 4,3 Millionen Euro. Dabei wurde auch eine Skulptur der Brückenheiligen Maria in Auftrag gegeben. Diese wurde vom Bildhauer Anton Ferstl aus Penzberg angefertigt und im Dezember 1990 auf der neuen Brücke aufgestellt, wo sie kurz vor Weihnachten zusammen mit dem Brückenbauwerk vom Wolfratshauser Pfarrer Ulrich Wimmer feierlich geweiht wurde. Dabei war auch der damalige bayerische Innenminister Edmund Stoiber, selbst Einwohner Wolfratshausens, anwesend.

### Kontroverse um die Brückenfigur
Mehrere Kommunalpolitiker und Kunstsachverständige hatten sich in einem Auswahlgremium für den Entwurf „Maria mit Kind“ des Penzberger Künstlers ausgesprochen. Er schuf eine Skulptur aus Bronze einer selbstbewussten jungen Frau mit munterem Kleinkind. Doch gab es schon bald von Seiten konservativer Katholiken aufgrund der ungewohnten Darstellung Mariens zahlreiche und heftige Proteste gegen die Plastik, in deren Verlauf die Marienfigur als „Dirne“ und „Strandmieze“ diffamiert und der Künstler beschimpft wurde. Auch das Jesuskind gefiel nicht und wurde als „schreckliche Missgeburt“ bezeichnet. Strenggläubige forderten die „schnellstmögliche Entweihung“ dieser „unbeschreiblichen Gotteslästerung“. Der weihende Pfarrer, der sich die Skulptur allerdings „etwas anders, andachtsvoller, sakraler“ gewünscht hätte, war vom Ausmaß der Proteste überrascht und den Anfeindungen ausgesetzt. Es wurden Unterschriften gesammelt, Innenminister Stoiber und Ministerpräsident Max Streibl wurden gebeten, einzuschreiten. Aber das Ordinariat des Erzbistums fand, dass kein Anlass zur Entfernung der Figur bestehe.
Es gab zahlreiche Befürworter der Brückenmadonna, die in der Figur eine „künstlerisch anspruchsvolle moderne Plastik“ sahen, die „in unsere Zeit passt“. Es wurden Kerzen und Blumen aufgestellt. Über den Streit wurde ausführlich in überregionalen Medien einschließlich des Fernsehens berichtet.
Die Kontroverse spitzte sich zu, als die Figur plötzlich über Nacht verschwunden war. Es stellte sich heraus, dass sie abmontiert und über das Geländer in die Isar gestürzt worden war. Dabei wurde sie beschädigt. Zur Restaurierung wurde sie dem Bildhauer übergeben. In der Zwischenzeit einigte man sich darauf, dass die Marienfigur nicht wieder prominent in einer Nische im Fußgängerbereich auf der Brückenmitte aufgestellt werden sollte, sondern etwas abseits an der westlichen Brückenauffahrt, am orografisch linken Flussufer zwischen der Zufahrt zur Floßlände und der Staatsstraße ▼. Dort stand die Skulptur unbehelligt, bis sie im September 2020 auf ihren ursprünglichen Platz auf der Brücke zurückkam.
Die Geschehnisse um Beschädigung der Figur werden im Monolog »1705« von Gerhard Polt erwähnt.

## Umgebung
Direkt nördlich der Brücke auf der westlichen Seite der Isar liegt heute die Wolfratshauser Floßlände, von wo aus im Sommer die Ausflugs-Flöße in Richtung München ablegen.
Südlich der Marienbrücke wird der Pegel Puppling der Isar ermittelt.